# Ilkhan
Il termine Īl-Khān o, più corrivamente, Ilkhan (in persiano ایلخاﻥ‎, Īlkhān), fu il titolo sovrano attribuito al dinaste che governava l'Ilkhanato mongolo di Persia, istituito da Hulegu, fratello di Kubilai Khan e nipote di Cinghis Khan (Gengis Khan).
Come dice il termine Īl-Khān, ossia "Khan subordinati", questi Khan erano sotto la nominale autorità del Gran Khan mongolo insediatisi con Kublai Khan a Khanbaliq. Col tempo tuttavia il titolo divenne contraddistintivo di un sovrano che godeva di piena indipendenza politica ed economica.
Gli Ilkhanidi divennero di fatto del tutto indipendenti dal Gran Khan in tutto il vasto territorio della Persia medievale (che abbracciava anche l'attuale Afghanistan e i Paesi dell'Asia centrale ex-sovietica).
L'Ilkhanato, attivo dal 1256, finì col frammentarsi nel 1335 in una serie di dinastie, tra loro talvolta belligeranti, come i Jalayiridi o i Chupanidi. Dopo di loro il potere passò nelle mani dei Muzaffaridi e infine dei Timuridi.